# ماکان ترائوره
ماکان ترائوره (انگلیسی: Makan Traoré؛ زادهٔ ۲۷ ژوئن ۱۹۹۳) بازیکن فوتبال اهل فرانسه است.
از باشگاه‌هایی که در آن بازی کرده‌است می‌توان به باشگاه فوتبال زنان المپیک لیون اشاره کرد.
وی همچنین در تیم‌های ملی فوتبال France women's national under-16 football team, France women's national under-17 football team، و France women's national under-19 football team بازی کرده‌است.